# Torneo Regional del Noroeste 2024
El Torneo Regional del Noroeste 2024 fue la vigésima cuarta edición de la competición regional de rugby del noroeste argentino. Con clubes de la Unión de Rugby de Tucumán, Jujuy, Salta y Santiago del Estero en 3 categorías. 
Es uno de los 7 torneos clasificatorios para el Torneo del Interior y el campeonato de rugby en el que se enfrentan los mejores clubes de Argentina Torneo Nacional de Clubes.
Lawn Tennis se consagró campeón al vencer a Tucumán Rugby por 13 a 10 en la final.

## Equipos participantes[2]

### Liga Norte Grande 2024
Salta
- Jockey Club de Salta. Campeón

Santiago del Estero
- Old Lions Rugby Club. Finalista

### Torneo Tucumano 2024
Tucumán
- Club Natación y Gimnasia. Campeón

- Tucumán Lawn Tennis Club. Finalista

- Tucumán Rugby Club.

- Huirapuca.

- Universitario Rugby Club (Tucumán).

- Cardenales Rugby Club.

- Jockey Club de Tucumán.

- Los Tarcos Rugby Club.

### Distribución geográfica de los equipos
| Jurisdicción                     | Cant. | Equipos |
| -------------------------------- | ----- | --- |
| Provincia de Tucumán             | 8     | Los Tarcos, Jockey Club, Lawn Tennis, Tucumán Rugby, Universitario, Cardenales, Huirapuca y Natación y Gimnasia |
| Provincia de Salta               | 1     | Jockey Club |
| Provincia de Santiago del Estero | 1     | Old Lions |

## Tabla
| Equipos                  | Encuentros | Encuentros | Encuentros | Encuentros | Pts. Bonus | Puntos | Clasificación                          |
| Equipos                  | PJ         | PG         | PE         | PP         | Pts. Bonus | Puntos | Clasificación                          |
| ------------------------ | ---------- | ---------- | ---------- | ---------- | ---------- | ------ | -------------------------------------- |
| Tucumán Lawn Tennis Club | 9          | 8          | 0          | 1          | 6          | 38     | Semifinales y al Torneo del Interior A |
| Tucumán Rugby Club       | 9          | 7          | 0          | 2          | 4          | 32     | Semifinales y al Torneo del Interior A |
| Universitario            | 9          | 6          | 0          | 3          | 5          | 29     | Semifinales y al Torneo del Interior A |
| Los Tarcos Rugby Club    | 9          | 6          | 0          | 3          | 0          | 24     | Semifinales y Torneo del interior B    |
| Club Natación y Gimnasia | 9          | 5          | 0          | 4          | 1          | 21     | Torneo del Interior B                  |
| Huirapuca                | 9          | 4          | 0          | 5          | 2          | 18     | Torneo del Interior B                  |
| Old Lions Rugby Club     | 9          | 3          | 1          | 5          | 3          | 17     | Torneo del Interior B                  |
| Cardenales               | 9          | 3          | 0          | 6          | 1          | 13     | Repechaje Torneo del Interior B        |
| Jockey Club de Tucumán   | 9          | 1          | 0          | 8          | 5          | 9      |                                        |
| Jockey Club de Salta     | 9          | 1          | 1          | 7          | 1          | 7      |                                        |

## Desarrollo
| Fecha      | Equipo local             | Resultado | Equipo visitante         |
| ---------- | ------------------------ | --------- | ------------------------ |
| 1 02/06/24 | Jockey Club de Salta     | 30 - 40   | Los Tarcos               |
| 1 02/06/24 | Tucumán Rugby            | 33 - 28   | Huirapuca                |
| 1 02/06/24 | Universitario de Tucumán | 14 - 40   | Tucumán Lawn Tennis      |
| 1 02/06/24 | Cardenales               | 21 - 17   | Natación y Gimnasia      |
| 1 02/06/24 | Jockey Club de Tucumán   | 31 - 30   | Old Lions                |
| 2 09/06/24 | Los Tarcos               | 33 - 30   | Jockey Club de Tucumán   |
| 2 09/06/24 | Old Lions                | 36 - 27   | Cardenales               |
| 2 09/06/24 | Tucumán Lawn Tennis      | 5 - 29    | Tucumán Rugby            |
| 2 09/06/24 | Natación y Gimnasia      | 26 - 35   | Universitario de Tucumán |
| 2 09/06/24 | Huirapuca                | 37 - 21   | Jockey Club de Salta     |
| 3 16/06/24 | Huirapuca                | 21 - 31   | Los Tarcos               |
| 3 16/06/24 | Jockey Club de Salta     | 18 - 24   | Tucumán Lawn Tennis      |
| 3 16/06/24 | Universitario            | 41 - 17   | Old Lions                |
| 3 16/06/24 | Tucumán Rugby            | 28 - 35   | Natación y Gimnasia      |
| 3 16/06/24 | Cardenales               | 30 - 29   | Jockey Club de Tucumán   |
| 4 23/06/24 | Los Tarcos               | 34 - 14   | Cardenales               |
| 4 23/06/24 | Jockey Club de Tucumán   | 22 - 57   | Universitario de Tucumán |
| 4 23/06/24 | Old Lions                | 14 - 33   | Tucumán Rugby            |
| 4 23/06/24 | Natación y Gimnasia      | 51 - 42   | Jockey Club de Salta     |
| 4 23/06/24 | Tucumán Lawn Tennis      | 29 - 13   | Huirapuca                |
| 5 30/06/24 | Tucumán Lawn Tennis      | 54 - 14   | Los Tarcos               |
| 5 30/06/24 | Huirapuca                | 20 - 23   | Natación y Gimnasia      |
| 5 30/06/24 | Tucumán Rugby            | 26 - 19   | Jockey Club de Tucumán   |
| 5 30/06/24 | Jockey Club de Salta     | 25 - 25   | Old Lions                |
| 5 30/06/24 | Universitario de Tucumán | 57 - 6    | Cardenales               |
| 6 14/07/24 | Los Tarcos               | 10 - 27   | Universitario de Tucumán |
| 6 14/07/24 | Cardenales               | 10 - 43   | Tucumán Rugby            |
| 6 14/07/24 | Jockey Club de Tucumán   | 18 - 24   | Jockey Club de Salta     |
| 6 14/07/24 | Old Lions                | 35 - 25   | Huirapuca                |
| 6 14/07/24 | Natación y Gimnasia      | 27 - 57   | Tucumán Lawn Tennis      |
| 7 21/07/24 | Natación y Gimnasia      | 32 - 17   | Los Tarcos               |
| 7 21/07/24 | Huirapuca                | 29 - 23   | Jockey Club de Tucumán   |
| 7 21/07/24 | Tucumán Rugby            | 36 - 25   | Universitario de Tucumán |
| 7 21/07/24 | Jockey Club de Salta     | 31 - 46   | Cardenales               |
| 7 21/07/24 | Tucumán Lawn Tennis      | 42 - 21   | Old Lions                |
| 8 28/07/24 | Los Tarcos               | 28 - 27   | Tucumán Rugby            |
| 8 28/07/24 | Universitario de Tucumán | 48 - 33   | Jockey Club de Salta     |
| 8 28/07/24 | Cardenales               | 22 - 29   | Huirapuca                |
| 8 28/07/24 | Old Lions                | 36 - 14   | Natación y Gimnasia      |
| 8 28/07/24 | Jockey Club de Tucumán   | 19 - 41   | Tucumán Lawn Tennis      |
| 9 04/08/24 | Jockey Club de Salta     | 31 - 48   | Tucumán Rugby            |
| 9 04/08/24 | Universitario de Tucumán | 31 - 36   | Huirapuca                |
| 9 04/08/24 | Old Lions                | 7 - 10    | Los Tarcos               |
| 9 04/08/24 | Natación y Gimnasia      | 50 - 35   | Jockey Club de Tucumán   |
| 9 04/08/24 | Tucumán Lawn Tennis      | 38 - 26   | Cardenales               |

## Fase Final
|  | Semifinales  | Semifinales   | Semifinales   |               |             | Final        | Final        | Final        |  |
|  | 17 de agosto | 17 de agosto  | 17 de agosto  |               |             | 24 de agosto | 24 de agosto | 24 de agosto |  |
|  |              |               |               |               |             |              |              |              |  |
|  |              |               |               |               |             |              |              |              |  |
|  | 1            | Lawn Tennis   | 34            |               |             |              |              |              |  |
|  | 1            | Lawn Tennis   | 34            |               |             |              |              |              |  |
|  | 4            | Tarcos        | 18            |               |             |              |              |              |  |
|  | 4            | Tarcos        | 18            |               | Lawn Tennis | Lawn Tennis  | 13           |              |  |
|  |              |               |               |               | Lawn Tennis | Lawn Tennis  | 13           |              |  |
|  |              |               | Tucumán Rugby | Tucumán Rugby | 10          |              |              |              |  |
|  | 3            | Universitario | Tucumán Rugby | Tucumán Rugby | 10          | 26           |              |              |  |
|  | 3            | Universitario |               |               |             | 26           |              |              |  |
|  | 2            | Tucumán Rugby | 31            |               |             |              |              |              |  |
|  | 2            | Tucumán Rugby | 31            |               |             |              |              |              |  |
|  |              |               |               |               |             |              |              |              |  |

### Final
| 24/8/2024 | Lawn Tennis | vs. | Tucumán Rugby | La Caldera del Parque, San Miguel de Tucumán |  |

| Campeón Lawn Tennis |
|                     |